# 平野耕輔
平野 耕輔（ひらの こうすけ、1871年6月10日 - 1947年4月10日）は、日本の化学者、窯業学者。
東京職工学校（後に東京工業学校、東京高等工業学校と改称、現東京工業大学）でゴットフリード・ワグネルに窯業を学んだ。母校の教授として窯業学を発展させ、後年のセラミックス研究の基礎を築くとともに、満州で窯業試験事業を確立するなど、近代窯業黎明期にあって、学会および産業界双方の育成に貢献した。

## 略歴
1891年、東京工業学校陶器玻璃工科（後の窯業科）卒業。1899年、ドイツおよびベルギーに3年間留学し、1902年、東京高等工業学校教授、後に窯業科主任。1908年、満鉄嘱託として満州各地の窯業原料の調査に従事し、1911年には硝子事業調査のために渡欧した。1917年、満鉄の招聘に応じ満鉄中央試験所窯業科長に就き、13年間満州で過ごす。1930年、商工省陶磁器試験所長に就くが、1937年に退官。1940年、近藤清治教授（窯業学科主任）急逝のため東京工業大学教授として母校に復帰し、1943年、東京工業大学窯業研究所（現・フロンティア材料研究所）初代所長を務めた。
蒐集した窯業製品の一部は、東京工業大学に教育参考資料として寄贈され、平野コレクションとして保管されている。

## 栄典
- 1912年（大正元年）12月18日 - 勲六等瑞宝章[3]

## 家族
- 父・平野太郎治[4]
- 三女・すゑ子 ‐ 夫の宇都宮綱郎（高野山鉄道）は朝鮮総督府技師・宇都宮寛の長男、鉄道省工務局長/江若鉄道社長・後藤佐彦の甥[4][5][6]。夫の姉は炭鉱王蔵内次郎作の孫・正次の妻[7]。
- 四女・マス子 ‐ 久良知丑二郎の妻[4]